# Уиллкокс, Питер
Питер Уиллкокс (англ. Peter Willcox) (6 марта 1953) — американский активист «Гринпис», капитан кораблей Rainbow Warrior и Arctic Sunrise.

## Ранние годы
Биологической матерью Питера является Элеонора Шарп. Он был усыновлён Эльзи и Роджером Уиллкоксами, рос в портовом городе Норуолк (Коннектикут, США). Его приёмная мать рано умерла, оставив его и ещё 2 детей на воспитание отчиму. Роджер был капитаном гавани Village Creek, он с ранних лет прививал Питеру любовь к морским плаваниям на парусных лодках.
В 1973 году Уиллкокс примкнул к экологическому движению Hudson River Sloop Clearwater (англ.). Он был отчислен из колледжа и сначала пытался восстановиться, но потом решил полностью посвятить себя охране окружающей среды.

## Работа в «Greenpeace»
Вскоре Питер вступил в «Greenpeace». Он быстро поднялся в звании и в 1981 году стал капитаном корабля Rainbow Warrior. Уиллкокс участвовал в кампаниях против охоты на китов и ядерных испытаний на Маршалловых Островах.
10 июля 1985 года его корабль был взорван французскими спецслужбами у берегов Новой Зеландии. Это событие, унёсшее жизнь одного из членов экипажа, вызвало международный скандал.
19 сентября 2013 года Питер Уиллкокс был арестован российскими властями во время "акции протеста Гринпис" около нефтяной платформы Газпрома «Приразломная» в Баренцевом море.

## В массовой культуре
Образ Питера запечатлён в художественном фильме «Воин радуги» (1993). Капитана-эколога сыграл американский актёр Джон Войт.